# Place de Rungis
La place de Rungis est une voie située dans le 13e arrondissement de Paris en France.

## Situation et accès

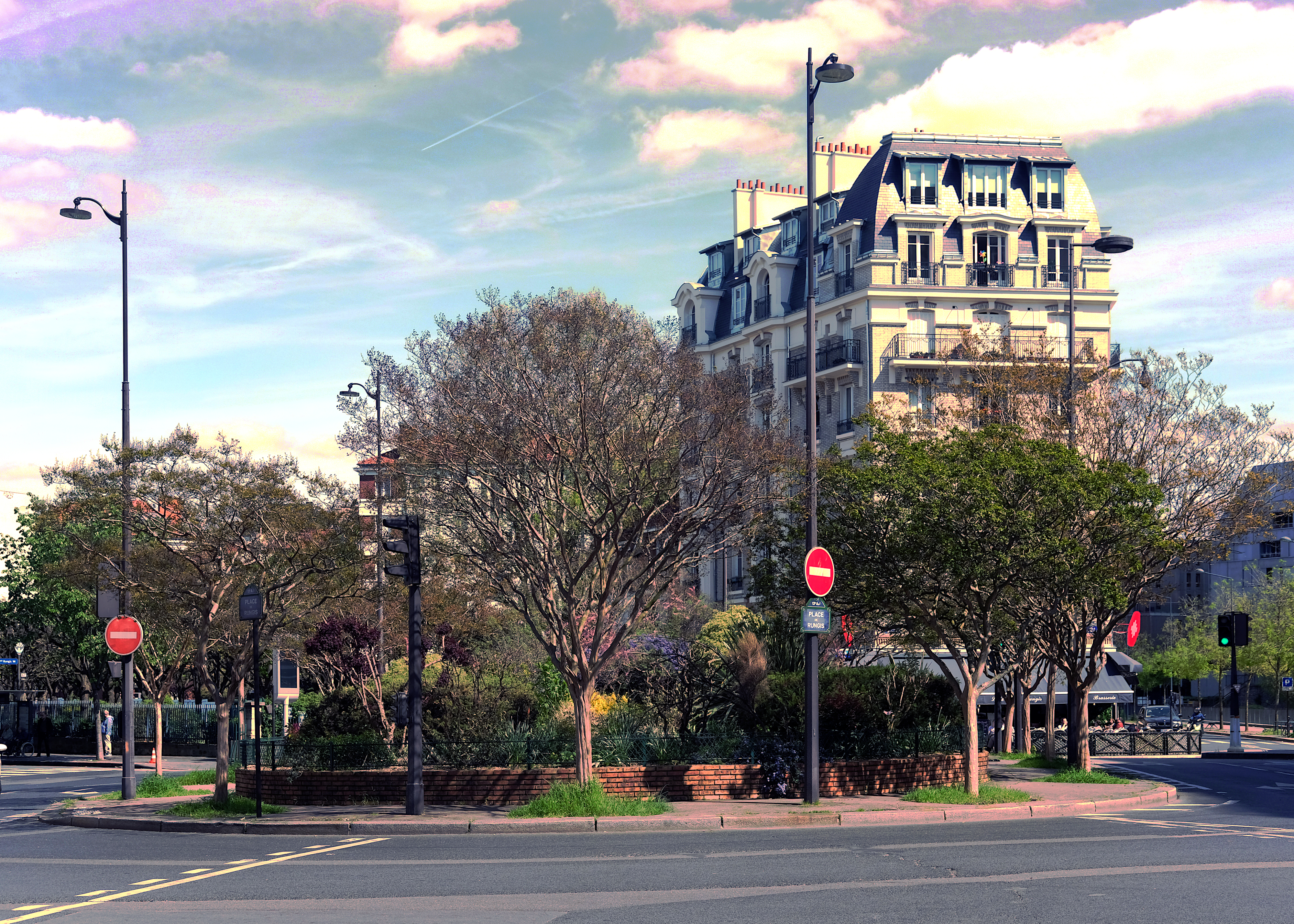
La place en 2024.

La place de Rungis est située débouchent les rues de Rungis, Brillat-Savarin, Boussingault, Barrault, Bobillot et de la Fontaine-à-Mulard dans le quartier de la Maison-Blanche.
La place est desservie à proximité par la ligne de tramway T3a à la station Poterne des Peupliers.

## Origine du nom
Son nom provient de l'aqueduc d'Arcueil, qui conduisait les eaux de Rungis aux thermes de Cluny.

## Historique
La place n'a été créée, sous le nom de « place Barrault », que lorsque la Bièvre a été comblée (elle occupe l’emplacement d’un étang alimenté par la rivière), dans les dernières années du XIXe siècle. Comme plusieurs autres rues du quartier, elle était destinée principalement à desservir la toute nouvelle gare de marchandises de la Glacière-Gentilly, sur la ligne de Petite Ceinture, ouverte le 15 novembre 1882,.
Elle prend le nom de « place de Rungis » par arrêté municipal du 30 août 1884.
Une partie de la voie délimite la ZAC Gare de Rungis

## Bâtiments remarquables et lieux de mémoire

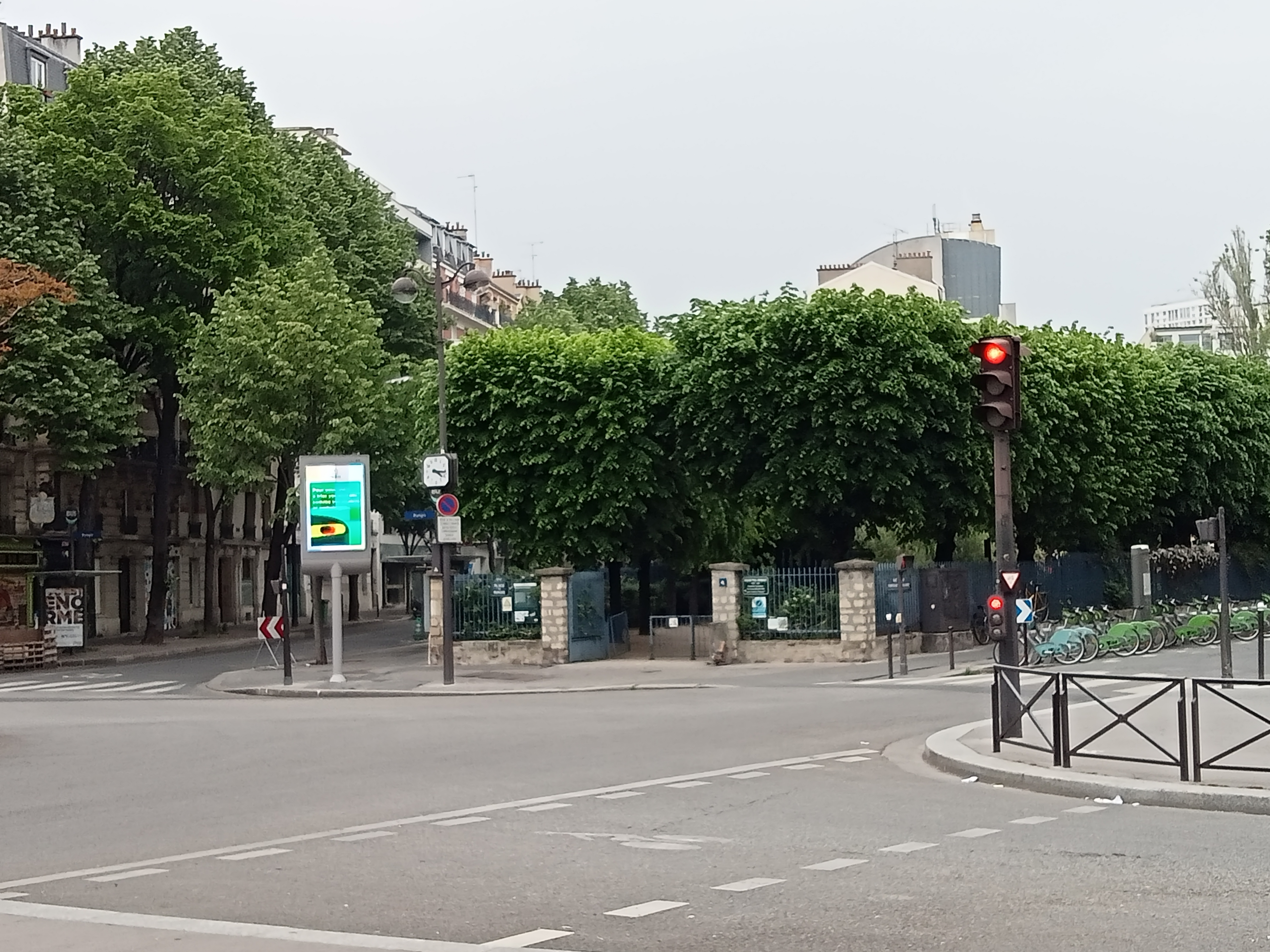
L'entrée du square Paul-Grimault donnant sur la place.

- Le schéma directeur de la région Île-de-France 2030 (SDRIF), adopté par le conseil régional d'Île-de-France le 18 octobre 2013 et approuvé par décret après avis du Conseil d'État le 27 décembre 2013, propose que la place de Rungis soit, après 2030, le nouveau terminus sud de la ligne 5 du métro de Paris après son prolongement depuis la place d'Italie[4].
- Elle borde la ZAC Gare de Rungis, en cours (2002-2011) d'aménagement par la SEMAPA, société d'économie mixte de la ville de Paris[5].
- Elle donne accès au square Paul-Grimault, situé entre les rues Bobillot et de la Fontaine-à-Mulard.
- Elle donne également indirectement (par la rue Brillat-Savarin) accès au jardin Charles-Trenet depuis 2015.
- Une passerelle métallique pour les piétons est inaugurée en 1907[6] et reliait la place à la rue des Longues-Raies, enjambant ainsi les voies de la gare de marchandises et desservant le quartier de la Porte de Gentilly. Elle fut détruite au milieu des années 1970 au moment de la construction des immeubles dit du Cap-Sud. La mémoire en survit aujourd’hui dans l'enseigne de la "Boucherie de la Passerelle", 102 rue Bobillot. La boulangerie mitoyenne s’appelait également autrefois "Boulangerie de la Passerelle".

### Cinéma
Une scène du film Cléo de 5 à 7 d'Agnès Varda (1962) s'y déroule brièvement : lorsque Florence, dite « Cléo » (Corinne Marchand) et Antoine (Antoine Bourseiller), peu de temps après s'être rencontrés près de la cascade dans le parc Montsouris, se rendent ensemble (avec l'autobus 67) à la consultation du Docteur Valineau afin d'obtenir les résultats des examens médicaux de Cléo.
Plusieurs scènes du film Le Train, réalisé en 1964 par John Frankenheimer, ont été tournées dans la gare de marchandises de la Glacière-Gentilly.
La dernière scène du film Le Corniaud réalisé par Gérard Oury en 1965, censée se passer à Bordeaux, est tournée place de Rungis et montre la Cadillac à l'arrière de laquelle ont pris place Bourvil et Louis de Funès s'encastrer dans une vitrine (emplacement du no 14 actuel).
Une scène du premier épisode de la série Allo Béatrice, réalisé par Jacques Besnard en 1984, voit l'héroïne jouée par Nicole Courcel, monter sur la grande échelle des pompiers afin de sauver un désespéré, contre la façade de l'immeuble  en construction au no 8 de la place.
Dans le film Caché de Michael Haneke, réalisé en 2005, le personnage joué par Daniel Auteuil habite Cité florale (49 rue Brillat-Savarin).